# Huhtasaari och Pukkisaari
Huhtasaari och Pukkisaari är en ö i Finland. Den ligger i Finska viken och i kommunen Kotka i den ekonomiska regionen  Kotka-Fredrikshamn i landskapet Kymmenedalen, i den södra delen av landet. Ön ligger nära Kotka och omkring 110 kilometer öster om Helsingfors.
Öns area är 6,1 hektar och dess största längd är 470 meter i sydväst-nordöstlig riktning. De båda delöarna, Huhtasaari i öster och Pukkisaari i väster är sammanvuxna endast med en smal landtunga i söder, så att en nästan sluten vik bildas mellan dem.

## Klimat
Inlandsklimat råder i trakten. Årsmedeltemperaturen i trakten är 4 °C. Den varmaste månaden är augusti, då medeltemperaturen är 16 °C, och den kallaste är januari, med −8 °C.